# 가재

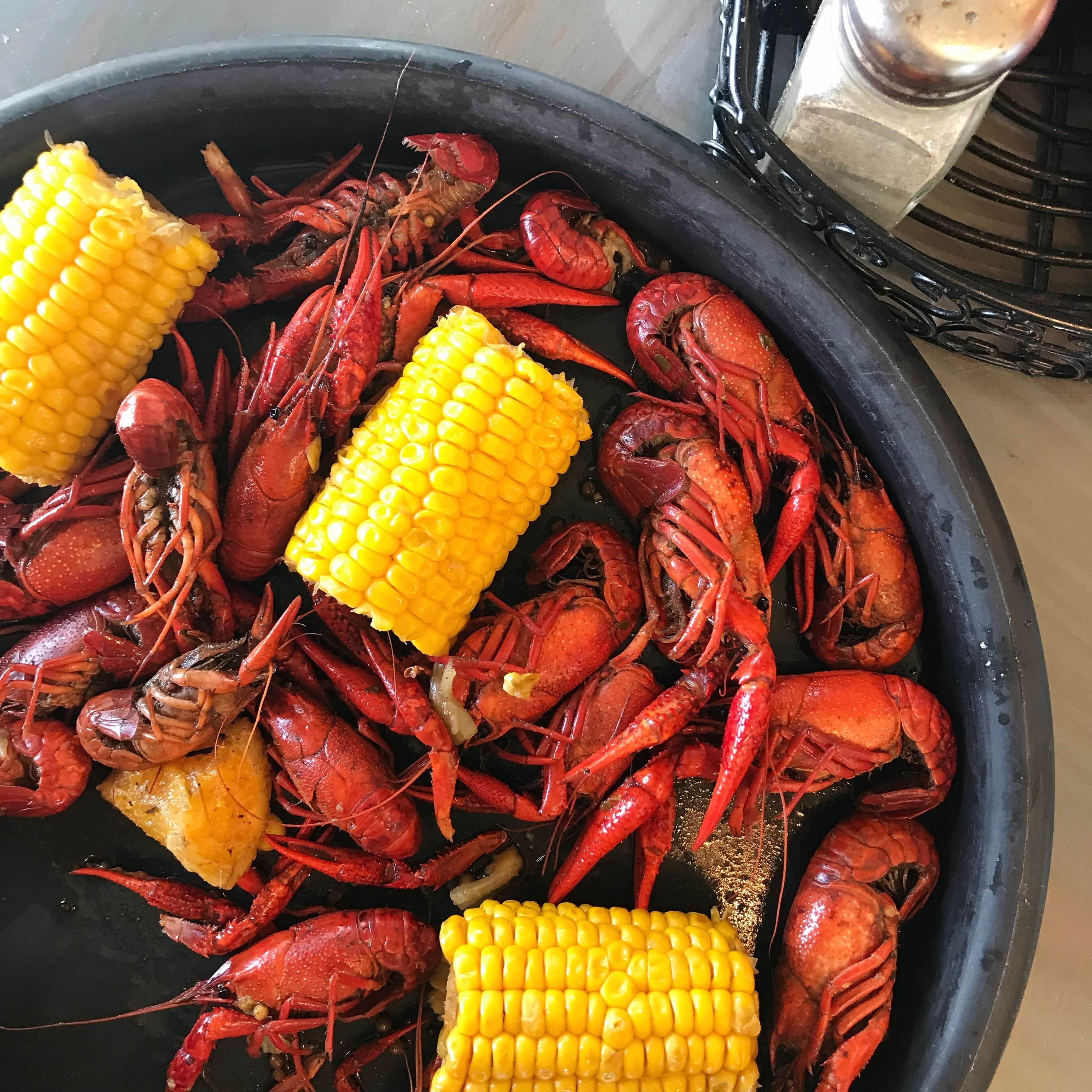

가재(Crayfish)는 가재하목에 속하는 가재상과와 남방가재상과의 민물 갑각류의 통칭이다. 또한 가재는 한국가재(학명: Cambaroides similis) 한 종만을 가리키기도 한다.

## 쓸모

### 식용으로서의 가재
거의 모든 가재는 먹을 수 있으나, 가재와는 비슷하지만 좀 다른 바닷가재(로브스터, 랍스터)가 식용으로 더 많이 사용된다. 가재는 익히면 게와 같이 붉게 된다.

### 미끼로서의 가재
가재는 낚시용 미끼나 떡밥으로도 이용된다.

### 애완동물로서의 가재
근래에는 수족관에서 가재가 많이 판매되고 있으며 애완용 가재를 전문적으로 파는 수족관과 애완동물 가게, 그리고 가재를 기르는 사람들과 애완용 가재를 다루는 홈페이지가 늘어나고 있다. 현재 애완용 가재로 팔리고 있는 종은 대표적으로 미국가재, 마블가재, 레드크로우가재(Cherax quadricarinatus)와 얍비(Cherax destructor) 등이 있다. 특히 얍비는 상당히 신비로운 코발트 블루 색을 지니고 있어 인기가 많고, 품종 개량 또한 많다.
애완용 가재는 보통 열대어보다 저렴하지만, 대부분의 열대어보다 관리할 것이 많아 사육이 쉽지 않은데, 특히 물을 잘 관리해야 한다. 호기심이나 잠깐의 관심으로 길렀다가 귀찮아지거나 싫증이 나 우리나라의 하천이나 강, 계곡, 냇가 등에 많이 유기되고 있으며, 버려진 가재는 생태계를 파괴하는 생태계 교란종이 되어버리기도 한다. 1997년 9월 14일 외래종 미국가재가 용산가족공원에서 여러 마리가 발견되어 화제가 되었다. 뒤이어 2006년에도 용산가족공원에서 여러 마리가 잡힌 바 있다.
애완용으로 수입되었던 마블가재는 처녀생식이 가능한 종이며, 2015년 환경부 위해우려종으로 지정되었다.

## 사진

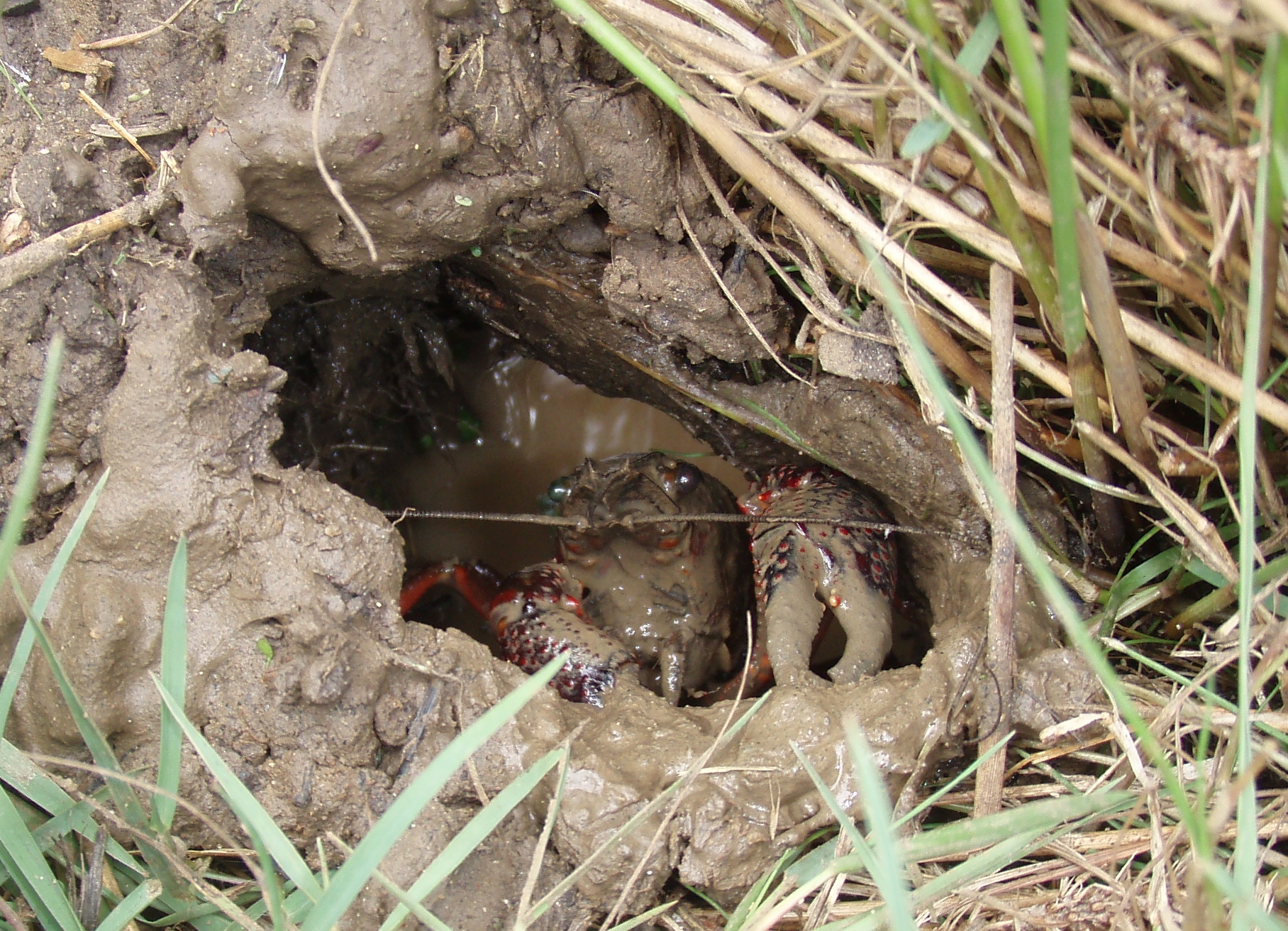
굴 속에 들어간 가재
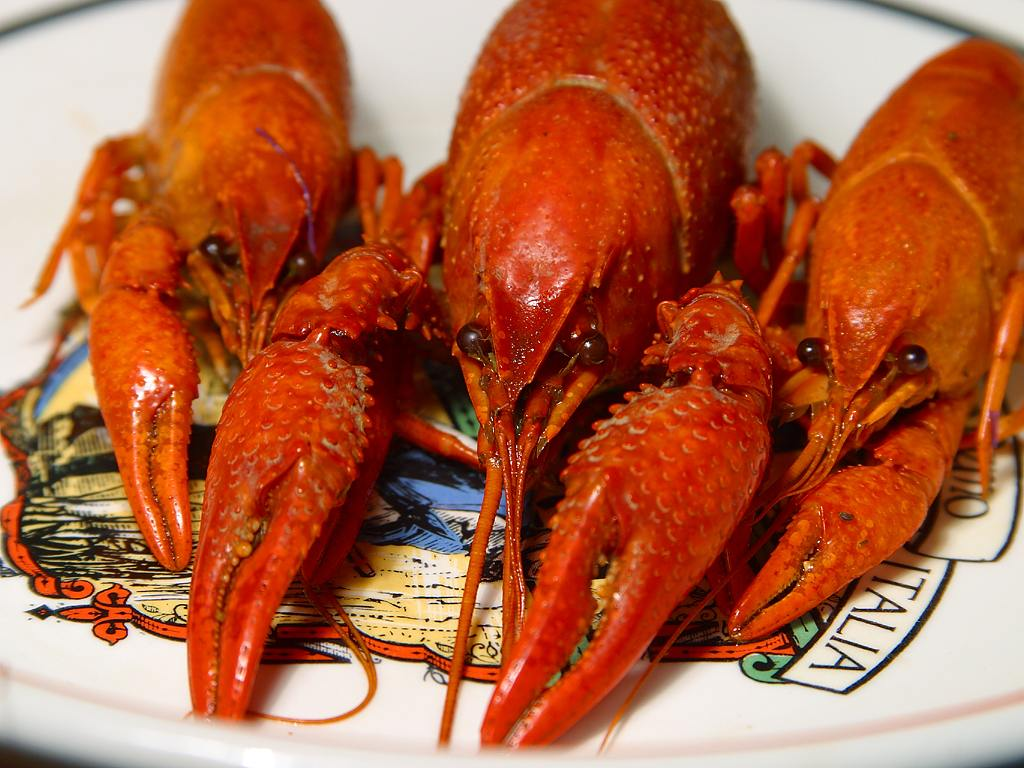
빨갛게 익은 가재
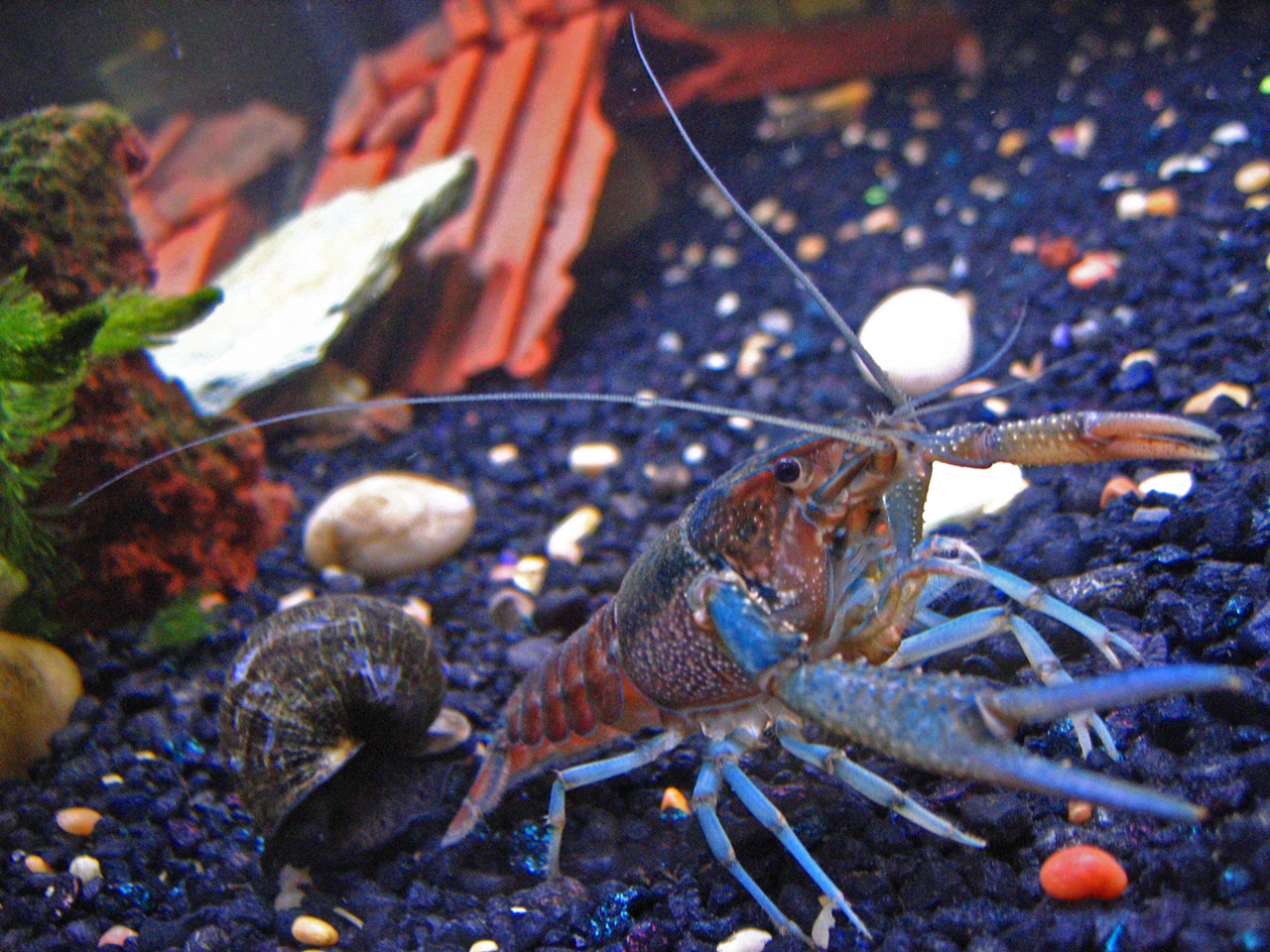
애완용 가재
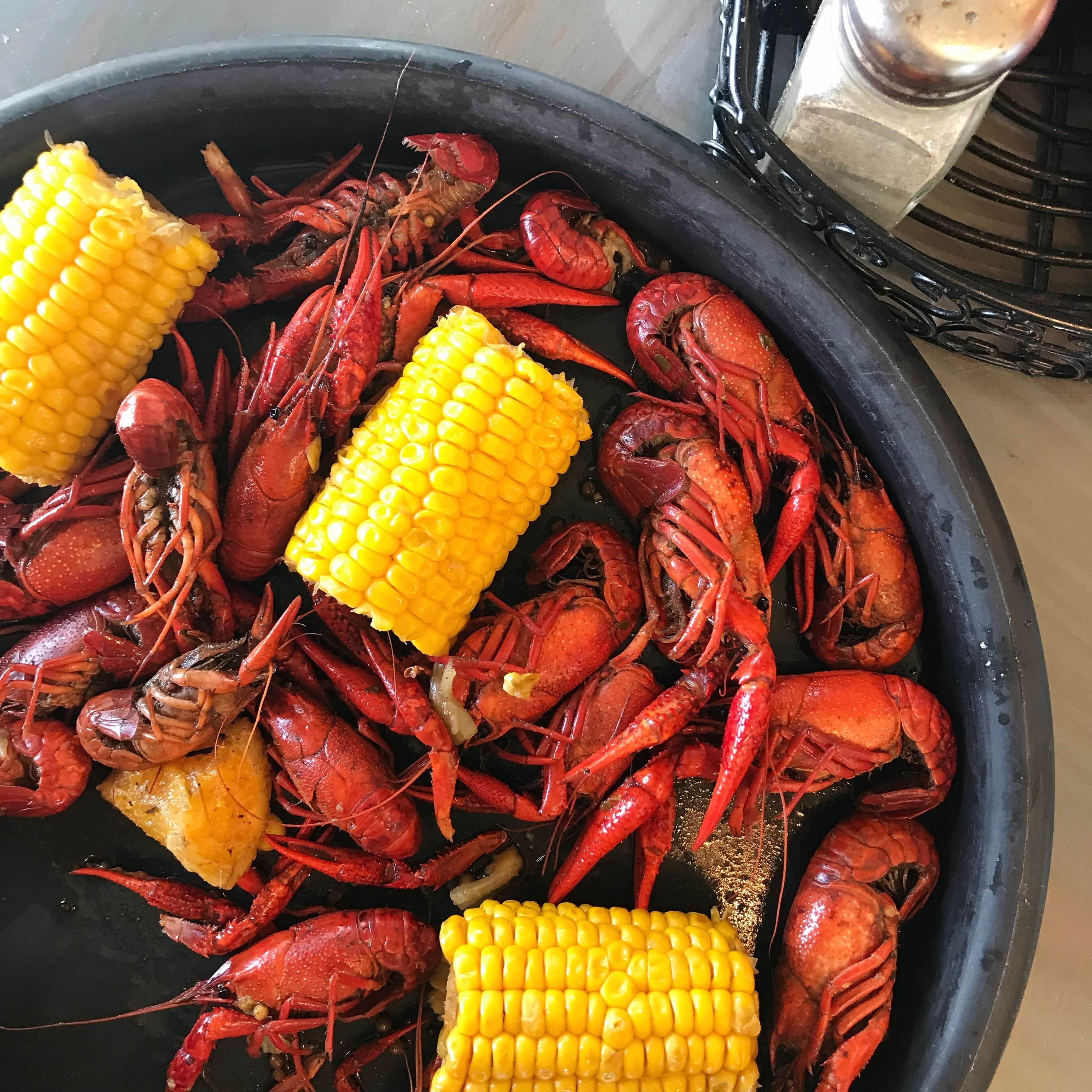
멕시코 스타일 왕새우

## 가재가 모티브인 것들
- 보글보글 스폰지밥 - 래리
- 디지몬 시리즈 - 가재드라몬
- 록맨 X3 - 시저스 쉬림퍼
- 포켓몬스터 - 가재장군 계열